# Cylindrepomus flavosignatus
Cylindrepomus flavosignatus är en skalbaggsart som beskrevs av Stefan von Breuning 1947. Cylindrepomus flavosignatus ingår i släktet Cylindrepomus och familjen långhorningar. Inga underarter finns listade i Catalogue of Life.